# Киселёва, Людмила Георгиевна
Людми́ла Гео́ргиевна Киселёва (31 января 1942, Боровск — 30 января 2021, там же) — советская и российская художница, писатель, благотворитель, лауреат международной премии «Профессия — жизнь», почётный гражданин города Боровска. Член Союза художников РФ (до 1992 года член Союза художников СССР), член Союза российских писателей, член Союза журналистов РФ. Участник многочисленных художественных выставок, написала около десяти книг.
Несмотря на инвалидность с детства и фактическую невозможность ходить, а впоследствии и просто передвигаться, всю жизнь занимала активную созидательную позицию. В своём родном городе Боровске и в Калужской области пользовалась огромным авторитетом. Дружила и вела переписку со многими людьми страны и зарубежья. Заслужила благодарность как человек, посвятивший всю свою жизнь оказанию помощи другим людям. Собственная немощь не помешала принять участие в жизни сотен детей-инвалидов, более десяти лет была директором созданной социальной организации «Дело Общего Милосердия — дети-сироты и инвалиды». Была одним из активных инициаторов сохранения и возрождения боровских церквей, благодарные жители разместили на храме в честь Воздвижения животворящего Креста памятную доску с её именем.

Фонтан «Пусть светит!» в Боровске, автор рисунка Людмила Киселёва (Боровск), автор скульптурной композиции Игорь Коптев (Санкт-Петербург). Открыт 19.08.2017

## Биография
Людмила родилась в Боровске 31 января 1942 года, сразу после окончания немецкой оккупации города. Её отец Георгий Константинович (родился в 1913 году) был участником Великой Отечественной войны, воевал в партизанском отряде, потом работал шофёром, инкассатором. Мама Евдокия Васильевна была воспитательницей детского сада. От отца получила внимательное, участливое отношение к людям, от матери — энергию и упорство. И общее родительское — трудолюбие, жизнеспособность, адаптацию в любых трудных условиях.
Родилась инвалидом с диагнозом «миопатия» (прогрессирующее отмирание мышечной ткани, приводящее к полной неподвижности). До рождения Людмилы родители похоронили троих детей, также болевших миопатией и умерших от воспаления легких. Младший сын, родившийся после Людмилы и которого она помнила, умер в возрасте два с половиной года.
Школьное образование получала дома. Окончив школу в 1959 году, поступила учиться в московский «Государственный заочный народный университет искусств» на факультет рисунка и живописи.
Первым педагогом был Григорий Ефимович Тарасевич, который сразу изменил программу обучения, направив её на преодоление неуверенности и усложнив её. Затем класс вёл живописец и график А. С. Айзенман, которому Людмила Георгиевна осталась благодарной на многие годы. В 1964 году окончила обучение.
В 1965 году состоялась первая персональная выставка в родном городе Боровске, состоящая из учебных рисунков. Выставка была организована педагогом А. С. Айзенманом.
С 1964 года и на протяжении многих лет сотрудничала с редакциями газет. С районной «За коммунизм», затем «Боровские известия», областными и региональными «Знамя», «Молодой ленинец», «Магаданский комсомолец», центральными «Правда», «Советская культура».
1978 — лауреат премии Калужского обкома ВЛКСМ.
1987 — вышла книга Т. Пыжиковой «Напряжение» (о жизни и творчестве Л. Г. Киселевой), издательство «Молодая гвардия».
1980—1982 Каждан, Евгений Абрамович инициатор издания первого альбома работ
В конце 1980-х годов Людмила прекратила рисовать.
«В 1997 году со мной случился инфаркт. Я осталась жива, а через три года слегла. Моё лежачее положение вынудило меня искать новые формы деятельности, и случилось так, что в мою жизнь пришли дети. Я стала директором общественной организации „Дом адаптации детей-сирот и инвалидов“, посредником между самыми беспомощными и беззащитными людьми на земле и теми, кто хочет и может помогать им».
С 1997 — работала директором Боровского филиала Дома адаптации детей-сирот и инвалидов. директор Калужской региональной общественной организации «Дело Общего Милосердия — дети-сироты и инвалиды».
28 февраля — 7 марта 2018 г. в Инновационном культурном центре Калуги (ул. Октябрьская, 17а) прошла выставка-фотолетопись Людмилы Киселёвой «Путь за пределы самой себя».

## Художник
Я не талантлива, и вообще не художник. Просто так сложились обстоятельства, что мне выбирать было не из чего. Я не то чтобы хотела рисовать, но больше ничего не могла. Как слепая возилась с красками, с листом бумаги. Каждая линия доставалась таким трудом — будто горела. Когда еще в юности последний раз лежала в Ленинграде в специализированной клинике, стала делать наброски с наших медсестер, только в профиль. Все говорили, что очень похоже. Вылечить меня, понятно, было нельзя, а вот научить рисовать, как оказалось, можно.Людмила Киселёва
Людмила Киселёва говорила, что никакая она не художница, однако её первые, учебные работы уже опровергают это. Талантливость Людмилы без сомнений проявилась в учебных постановках и ранних рисунках, в постановке натюрмортов, в выстраивании композиции, работе с акварелью.
Первая персональная выставка Людмилы состоялась в Боровске в 1965 году. Экспозиция включала её учебные рисунки. Работы всем очень понравились, выставку пригласили в Калугу, а затем — в другие города области. Экспозиция так долго путешествовала, что следы её затерялись на долгие годы. Однако, в 2019 году, работы Людмилы Георгиевны, созданные во время её учёбы в Заочном народном университете искусств, были выявлены в Государственном архиве Калужской области.
Уже в ранних работах Людмила Киселева не удовлетворяется исключительно учебными задачами, а всегда — и это особенно характерно — вносит в них творческое начало. Техника графики Киселёвой проста и неприхотлива, — в основном, это чаще всего фломастер, перо, тушь. Подлинными материалами для рисунков служат чувства, раздумья, воображение и захватывающая сердечность во взгляде на мир.
Всероссийская известность к ней пришла во второй половине 1960-х годов, когда её рисунки опубликовали московские журналы. Многих потрясло то, что лёгкие и изящные произведения, наполненные душевной теплотой, созданы девушкой-инвалидом.
1979 год — вторая персональная выставка в Боровске, затем выставки в Москве и Московской области, Ленинграде, Калуге, Запорожье, Киеве, Миассе и многие другие города. Рисунки в основном фантазийного характера, совсем не похожие на работы первой выставки.
Рисунки Киселёвой опубликованы в журналах: «Юность», «Советская женщина», «Советский Союз», «Работница», «Спутник», «Молодая гвардия» и др. В газетах: «Комсомольская правда», «Советская Россия», «Литературная Россия».
В 1985 году стала членом Союза художников СССР.
Картины Людмилы Киселёвой очень близкие и понятные, написанные с душой и какой-то особой теплотой. Лиричность, романтизм и доброта отличают большинство её работ.
Выставки
1964 — Всесоюзная выставка самодеятельных художников (диплом II степени).
1965 — Боровск, Обнинск, Калуга, Киров, Малоярославец, Жуков.
1977—1978 — Боровск, Ленинград, Киев, Запорожье, Миасс.
1979 — Московский государственный университет, издательство «Правда», Щукинское театральное училище, Совет Министров СССР (Москва).
2016 — Калуга, Музей изобразительных искусств, выставка «И ты увидишь, мир прекрасен» (совместно с Н. Миловым).
2017 — Боровск, художественная галерея им. Иллариона Прянишникова, выставка «Благословенны творчество и братство» (совместно с В. Черниковым и Н. Миловым).
2019 — Москва, представительство Правительства Калужской области при Правительстве Российской Федерации, выставка графических работ.
2019 — Ногинск, Ульяновск, Димитровград, Ворсино, Тула, Иваново, передвижная выставка «Путь за пределы самой себя».
2019 — Балабаново, Музей истории Балабаново, выставка «Дай сердца твоего коснуться сердцем».
2019 — Боровск, Калуга, Ульяновск, выставка «Фотолетопись жизни и деятельности Л. Киселевой „Путь за пределы самой себя“.
2019 — Калуга, Боровск, выставка живописи ранних работ Л. Киселевой „Как молоды мы были“.
2020 — Гагарин, Историко-художественный музей, выставка „Дай сердца твоего коснуться сердцем“.

### Местонахождение работ
- Картинная галерея им. Л. Г. Киселевой Музейно-выставочного центра Боровского района[23], Боровск;
- Калужский музей изобразительных искусств[24], Калуга;
- Музей-центр „Преодоление“ им. Н. А. Островского, Москва;
- Музейно-краеведческий комплекс „Стольный город Боровск“[25], Боровск;
- музеи страны и частные коллекции (отдельные работы).

## Писатель
В 1984 году вступила в Союз журналистов СССР.

### Основные произведения
1999: Сотворение жизни. Обнинск: Принтер, 1999. — 58, [6] с.: ил.; 14 см.
2012: Графика: художественный альбом, ред. Н. Торбенкова. Обнинск: [б. и.], 2012. — 159 с. : ил., портр., цв. ил.; 24 см.
2012: Когда долго живёшь: документальная повесть. Обнинск: Ноосфера.
2013: Живите в радости: книга писем. Обнинск: Ноосфера.
2014: Если сердце причастно: статьи, эссе, заметки. Обнинск: Ноосфера.
2016: Испытаниями растём. Обнинск: Ноосфера.
2018: Путь за пределы самой себя: фотолетопись жизни и деятельности Людмилы Киселёвой / сост. Л. Г. Киселёва; ред. Н. В. Торбенкова; фото О. Гришко. — Калуга : Ноосфера, 2018. — 32 с.: фот.
2019: Встань и иди! Обнинск: Ноосфера.
2019: Что я буду делать, когда умрёт мама?. Обнинск: Ноосфера.
2019: Учебные рисунки, портрет, пейзаж, натюрморт: работы 1960-х годов. Калуга: Ноосфера. 2019. — 95 с. : ил, портр ; 25. — Библиогр.: с. 94-95.
2020: Графика. Издание 2-е, исправленное и дополненное. Калуга: Ноосфера.
Все печатные издания Людмилы Георгиевны оформлял и макетировал её многолетний друг художник и дизайнер книг Вячеслав Черников.

## Благотворитель
Директор Боровского филиала Дома адаптации детей-сирот и инвалидов. директор Калужской региональной общественной организации „Дело Общего Милосердия — дети-сироты и инвалиды“.
Оказывала помощь в издании книг другим людям.

## Награды и звания
- кавалер медали ордена „За заслуги перед Отечеством II степени“ (2005)[28];
- Грамота Патриарха Алексия II „За усердные труды во Славу Русской Церкви“ (2005)[15];
- кавалер медали „За особые заслуги перед Калужской областью“ III степени»;
- лауреат Международной премии «Профессия — жизнь» в номинации «За волю к жизни» (2007)[29];
- лауреат Международной премии Николая Алексеевича Островского (2012)[30];
- лауреат премии Калужского обкома ВЛКСМ (1978)[31];
- Почётный гражданин города Боровска.

## Участие в творческих и общественных организациях
- член Союза художников РФ (1985)[32];
- член Союза российских писателей;
- член Союза журналистов РФ.

## Фильмы о творчестве
- Я выбираю любовь, реж. Ю. Щербаков, Ростовская студия кинохроники,1989;
- Про людей", реж. Т. Малова, ООО "Студия «Фишка-фильм», по заказу ГТРК «Культура», 2006;
- Сила моя в немощи — Людмила Кисёлева, цикл «Женщины в Православии», ООО "Студия «Лавр», 2011.
- Философские тетради Людмилы Киселёвой, реж. Н. Тереховская, ООО ТРК «НИКА», 2014.

## Цитаты
«Мужество не бывает само по себе, а только в тесном содружестве с болью, страданием и всякими искушениями. Испытаниями растём — известная истина. Достойно нести себя по этой земле — это тяжкая ноша, и никто другой не может взять её на себя, и называется эта ноша — твоя жизнь. Кто ищет жизнь комфортную, тот никогда не узнает самого себя — кто я, какой, зачем живу».